# Naïma Karamoko
Naïma Karamoko (Svizzera, 30 settembre 1997) è una tennista svizzera.

## Carriera
Naïma Karamoko ha vinto 15 titoli in doppio nel circuito ITF in carriera. Il 19 agosto 2024 ha raggiunto il best ranking in singolare raggiungendo la 730ª posizione mondiale, mentre il 31 marzo 2025 ha raggiunto la 198ª posizione in doppio.
Di origini svedesi, ha iniziato a giocare a tennis all'età di sette anni, influenzata dai genitori ma di sua scelta, dopo aver praticato diversi sport. Si definisce una giocatrice aggressiva, dotata di un buon servizio e gioco di rete, e preferisce giocare sui campi in cemento. É allenata da Sonny Kayombo. Ha giocato in Svizzera per il Geneva Country Club, il TC Lancy-Fraisiers e il TC Nyon.
Dal 2016, è sponsorizzata da Services Industriels de Genève.
Ha fatto il suo debutto nel circuito maggiore al Jasmin Open 2024, grazie ad una wildcard per il doppio, dove ha partecipato insieme all'algerina Inès Ibbou. Al primo turno hanno la meglio sulla britannica Alicia Barnett e l'olandese Isabelle Haverlag, ma vengono poi sconfitte dalle russe e future finaliste Alina Korneeva e Anastasija Zacharova nei quarti di finale.

## Statistiche ITF

### Doppio

#### Vittorie (15)
| Torneo $100.000 (0) |
| Torneo $80.000 (0)  |
| Torneo $75.000 (0)  |
| Torneo $60.000 (1)  |
| Torneo $50.000 (0)  |
| Torneo $40.000 (1)  |
| Torneo $25.000 (1)  |
| Torneo $15.000 (12) |
| Torneo $10.000 (0)  |

| N.  | Data              | Torneo                                                     | Superficie  | Compagna           | Avversaria in finale                    | Punteggio           |
| 1.  | 2 settembre 2017  | Elixim Women's Future, Sion                                | Terra rossa | Nina Stadler       | Amandine Cazeaux Claudia Hoste Ferrer   | 3–6, 6–3, [10–8]    |
| 2.  | 18 novembre 2017  | OrtoLääkärit Open, Helsinki                                | Cemento (i) | Tess Sugnaux       | Anastasia Kulikova Elena Malõgina       | 7-5, 6-2            |
| 3.  | 18 settembre 2021 | ITF Féminin de la Ville de Dijon, Digione                  | Terra rossa | Xenia Knoll        | Amarissa Tóth Lucie Wargnier            | 6-2, 6-2            |
| 4.  | 27 novembre 2021  | Lousada Indoor Open, Lousada                               | Cemento (i) | Jasmijn Gimbrère   | Inês Murta Vasanti Shinde               | w/o                 |
| 5.  | 20 marzo 2022     | Marrakech Women's Tennis Tour, Marrakech                   | Terra rossa | Inês Murta         | Lucija Ćirić-Bagarić Clervie Ngounoue   | 6-2, 6(2)-7, [10-5] |
| 6.  | 27 marzo 2022     | Marrakech Women's Tennis Tour, Marrakech                   | Terra rossa | Inês Murta         | Melania Delai Pia Lovrič                | 6-2, 6-4            |
| 7.  | 23 luglio 2022    | Open International des Contamines, Les Contamines-Montjoie | Cemento     | Valentina Ryser    | Marine Szostak Lucie Wargnier           | 6(5)-7, 6–2, [10–8] |
| 8.  | 10 settembre 2022 | Elle Spirit Open, Montreux                                 | Terra rossa | Inès Ibbou         | Jenny Dürst Weronika Falkowska          | 2-6, 6-3, [16-14]   |
| 9.  | 12 novembre 2022  | Magic Tours, Monastir                                      | Cemento     | Bojana Marinković  | Émeline Dartron Emmanuelle Girard       | 6–4, 6–4            |
| 10. | 25 marzo 2023     | Magic Tours, Monastir                                      | Cemento     | Isabella Šinikova  | Fernanda Labraña Elena Milovanović      | 6-4, 3-6, [10-5]    |
| 11. | 15 aprile 2023    | Magic Tours, Monastir                                      | Cemento     | Nina Radovanovic   | Yvonne Cavallé Reimers Teja Tirunelveli | 7-5, 6-4            |
| 12. | 24 febbraio 2024  | Magic Hotel Tours by FTT, Monastir                         | Cemento     | Tess Sugnaux       | Alina Granwehr Karolina Kozakova        | 5–7, 6–2, [10–7]    |
| 13. | 11 maggio 2024    | Trofeul Ion Tiriac, Bucarest                               | Terra rossa | Stéphanie Visscher | Iulia Ionescu Ștefana Lazăr             | 6-4, 6-1            |
| 14. | 31 agosto 2024    | TCCB Open, Collonge-Bellerive                              | Terra rossa | Inès Ibbou         | Karolina Kozakova Valentina Ryser       | 7-6(0), 6-0         |
| 15. | 19 ottobre 2024   | Open Féminin 50, Cherbourg-en-Cotentin                     | Cemento (i) | Inès Ibbou         | Tiphanie Lemaître Ekaterina Ovčarenko   | 4–6, 7–6(3), [10–7] |

#### Sconfitte (8)
| Torneo $100.000 (1) |
| Torneo $80.000 (0)  |
| Torneo $75.000 (0)  |
| Torneo $60.000 (0)  |
| Torneo $50.000 (0)  |
| Torneo $40.000 (1)  |
| Torneo $25.000 (3)  |
| Torneo $15.000 (2)  |
| Torneo $10.000 (1)  |

| N. | Data             | Torneo                                     | Superficie  | Compagna           | Avversaria in finale                      | Punteggio        |
| 1. | 27 agosto 2016   | Torneo Internazionale di Caslano, Caslano  | Terra rossa | Sara Ottomano      | Giada Clerici Giorgia Marchetti           | 5-7, 1-6         |
| 2. | 25 febbraio 2023 | ITF World Tennis Tour by Movistar, Manacor | Cemento     | Inês Murta         | Olga Parres Azcoitia Ioana Loredana Roșca | 4-6, 6(6)-7      |
| 3. | 3 giugno 2023    | Montemor Ladies Open, Montemor-o-Novo      | Cemento     | Conny Perrin       | Eudice Chong Arianne Hartono              | 2-6, 0-6         |
| 4. | 26 agosto 2023   | Verbier Open, Verbier                      | Terra rossa | Inès Ibbou         | Deborah Chiesa Dalila Spiteri             | 6-1, 3-6, [7-10] |
| 5. | 13 aprile 2024   | Bujumbura Open, Bujumbura                  | Terra rossa | Diāna Marcinkēviča | Kamilla Bartone Sada Nahimana             | 6-4, 3-6, [7-10] |
| 6. | 1º giugno 2024   | Magic Hotel Tours by FTT, Monastir         | Cemento     | Zeel Desai         | Xiao Zhenghua Xu Jiayu                    | 6(7)-7, 5-7      |
| 7. | 23 agosto 2024   | Verbier Open, Verbier                      | Terra rossa | Inès Ibbou         | Haley Giavara Diāna Marcinkēviča          | 6-2, 3-6, [7-10] |
| 8. | 12 ottobre 2024  | Women's TEC Cup, Cornellà de Llobregat     | Cemento     | Inès Ibbou         | Yvonne Cavallé Reimers Eva Vedder         | 5-7, 6(6)-7      |